# اولکساندر یتوشوچاک
اولکساندر یتوشوچاک (انگلیسی: Oleksandr Yevtushok؛ زادهٔ ۱۱ ژانویهٔ ۱۹۷۰) بازیکن فوتبال اهل اوکراین است.
از باشگاه‌هایی که در آن بازی کرده‌است می‌توان به باشگاه فوتبال تاوریا سیمفروپول، باشگاه فوتبال کاونتری سیتی، و باشگاه فوتبال کارپاتی لویو اشاره کرد.
وی همچنین در تیم ملی فوتبال اوکراین بازی کرده‌است.